# Сібано Такумі
Такумі Сібано (яп. 柴野 拓美, Сібано Такумі, 27 жовтня 1926 – 16 січня 2010) — японський письменник-фантаст, есеїст та перекладач наукової фантастики. Одна з провідних постатей в науковій фантастиці Японії. Доробок Такомі Сібано значною мірою сприяв розвитку сучасної японської наукової фантастики як жанру.

## Біографія
Народився 27 жовтня 1926 року в місті Канадзава. Закінчив Токійський технічний університет. Працював викладачем математики. 1957 року Такумі Сікано заснував перший японський журнал наукової фантастики Uchūjin (яп. 宇宙塵), «Космічний пил», який спершу виходив щомісячно. Багато дописувачів жирналу згодом стали професійними письменниками. Серед них такі імена, як Хосі Сін'їті, Сакйо Комацу, Рю Міцусе, Ясутака Цуцуй. Саме ці автори стали першим поколінням сучасних письменників-фантастів Японії. 1962, 1963, 1965 та 1967 року Сібано був головою конвенту наукової фантастики «Nihon SF Taikai». Він працював над заснуванням Федерації груп любителів наукової фантастики в Японії, головою якої він був протягом 1966–1970 років.
1977 року він залишив роботу викладача математики й повністю присвятив себе літературі та перекладацтву. Під псевдонімом Реї Коцумі (яп. 小隅 黎, Kozumi Rei), досл. «космічний промінь», він переклав з англійської на японську більше 60 науково-фантастичних романів, зокрема серію романів Едварда Елмера Сміта «Ленсмен» та серію романів Ларрі Нівена «Відомий космос».
Також під псевдонімом Реї Коцумі написав три дитячі книжки, «Суперлюдина ‘Плюс X’» (1969), «Операція місячний літак» (1969) та «Бунт у місті Північного полюсу» (1977). Сібано є також одним з основних авторів довідкового видання «Світ популярної літератури» (1978).
1968 року, завдяки підтримці фонду любителів фантастики, Сібано зміг уперше взяти участь у Світовому конвенті наукової фантастики Worldcon, з 1979 року він був гостем майже всіх щорічних конвентів «Worldcon»; він також представляв авторів, які були відзначені премією  «Сейун». 1986 року Сібано був відзначений премією «E. E. Evans Big Heart Award», а 1993 року — спеціальною премією Worldcon, яка була вречена під час 51-го світового конвенту наукової фантастики. Сібано був почесним гостем 51-го світового конвенту наукової фантастики 1996 року та 64-го світового конвенту наукової фантастики 2007 року.
Письменницький та перекладацький доробок Сібано був відзначений Спеціальною премією «Nihon SF Taisho Award», Спеціальною премією  «Сейун» та посмертно японською премією в галузі аніме та анімації Tokyo Anime Award.